# متحف سوفوروف
متحف سوفوروف التذكاري (الروسية: Музей Суворова) هو متحف عسكري مخصص لذكرى القائد السابق ألكسندر سوفوروف (1729-1800)، يقع في مدينة سانت بطرسبرغ بروسيا.

## تاريخ
تأسس في عام 1900 للاحتفال بذكرى وفاة سوفوروف، وتم افتتاحه بعد أربع سنوات في الذكرى الـ 175 لولادة سوقوروف، بحضور الإمبراطور نيقولا الثاني.
سنة 1919، أغلقت السلطات الشيوعية المتحف.
خلال الحرب العالمية الثانية، تم إحداث وسام سوفوروف.
تم تجديد مبنى المتحف في عام 1950 واستأنف نشاطه في العام التالي. وقد أجريت آخر عملية ترميم في الفترة ما بين 1995 و2000.